# Ђеђево
Ђеђево је насељено мјесто у општини Фоча, Република Српска, БиХ. Према попису становништва из 2013. у насељу је живјело 323 становника.

## Географија
Налази се на 415-530 метара надморске висине, површине 5,78 км2, удаљено око 7 км од општинског центра. Припада мјесној заједници Брод. Разбијеног је типа, а засеоци су: Бањићи, Вучијак, Горње село, Авдагића Лука, Ђеђево, Змировина, Јаворци и Пресека. Смјештено је на ушћу Бистрице у Дрину. Атар обухвата шуме, ливаде и воћњаке. На подручју села има неколико извора. Становништво се углавном бави пољопривредом. Најближа школа је у селу Брод, а црква и џамија су у Фочи. У атару постоје муслиманско и православно гробље, а откривени су и темељи цркве-брвнаре. Ђеђево је добило електричну енергију 1964, асфалтни пут 1983, а телефонску мрежу 2005. године. Прикључено је на градски водовод крајем 20. вијека. Кроз атар пролази пут Фоча-Брод.

## Историја
Уз муслиманско гробље сачувана је средњовјековна некропола са десет мрамора (стећака). Током Првог свјетског рата у логору у Добоју страдао је Алекса Јанковић. Солунски добровољац био је Јово Н. Јанковић. У Другом свјетском рату погинула су 43 цивила и три борца Народноослободилачкe војскe Југославије, а цивилних и војних жртава било је и у Одбрамбено-отаџбинском рату 1992-1995.

## Становништво
У дефтеру из 1468/1469. у Нахији Сокол наведено је село Дидова, са 34 домаћинства и 17 неожењених; 1475/1477. село Дидево, са 80 хришћанских домаћинстава и девет неожењених; 1585. село Дедова, са три чифлука и 37 баштина (33 хришћанске и четири муслиманске), које су уживали муслимани. Приређивачи дефтера убицирали су ово село у данашње Ђеђево. У списку босанских спахија из 1711. помиње се Ибрахим и његово тимарско село Ђеђево. Село је 1879. имало 29 домаћинстава и 134 становника (104 муслимана и 30 православаца); 1910. - 203 становника; 1948. - 172; 1961. - 362; 1991. - 504 (334 Муслимана, 165 Срба и пет из реда осталих); 2013. - 114 домаћинстава и 323 становника (од којих 308 Срба). Породице Арсенић, Вељовић, Кунарац, Милановић, Пејовић, Петровић славе Ђурђевдан; Бодирога, Ђајић
- Лучиндан; Вишњић, Павловић - Никољдан; Владичић, Матовић, Рашевић - Лазареву суботу; Вуловић - Томиндан; Ђуровић, Кујунџић, Томовић - Јовањдан; Крунић, Фулурија - Свети Јоаким и Анa; Носовић, Паприца - Аранђеловдан; Томић - Ђурђиц. У селу повремено бораве бошњачке породице: Боровина, Пилав, Пољаковић, Чорба и Џанковић, а до 1992. ту су живјеле и породице: Анделија, Бостанџић, Дурић, Зукобашић, Кајгана, Каровић, Клапух, Ковачевић, Мешић, Пољаковић, Софтић, Спирјан, Субашић, Угљеша, Ушто, Хаџиахметовић, Хаџимусић, Хоџић, Хусиловић, Џелил, Шошевић.
| Демографија | Демографија | Демографија |
| Година      | Становника  | Становника  |
| ----------- | ----------- | ----------- |
| 1879.       | 134         |             |
| 1910.       | 203         |             |
| 1948.       | 172         |             |
| 1961.       | 362         |             |
| 1991.       | 504         |             |
| 2013.       | 323         |             |